# Göttin der Demokratie

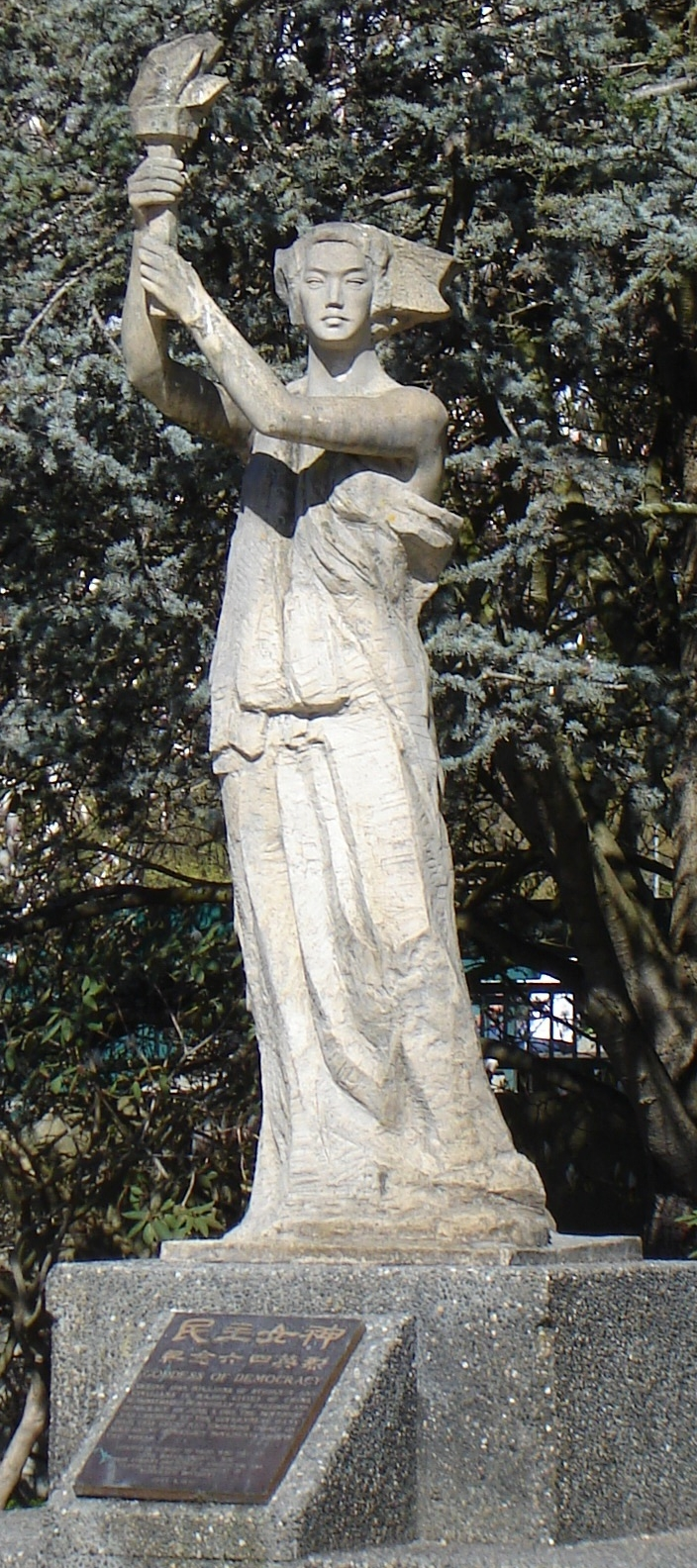
Nachbau der Statue an der University of British Columbia, Kanada

Die Göttin der Demokratie (chinesisch 民主女神, Pinyin mínzhǔ nǚshén), auch bekannt als Göttin der Freiheit (自由女神,  zìyóu nǚshén), war eine 10 Meter hohe Statue, die während der Proteste auf dem Platz des Himmlischen Friedens 1989 in Peking errichtet wurde.
Die Statue wurde in nur vier Tagen aus Pappmaché und Polystyrol-Schaum auf einem Metallgestänge errichtet. Die Erbauer entschieden, die Statue so groß wie möglich zu bauen, damit die Regierung sie nicht ohne weiteres zerstören oder verschwinden lassen könne.

## Bau
Die Statue wurde von Studenten der Pekinger Kunstakademie errichtet. Die Arbeiten begannen am 27. Mai 1989 an ihrer Universität. Sie sollte zur Unterstützung der Proteste gebaut werden, die zu diesem Zeitpunkt an Intensität nachzulassen begannen. Die große Statue wurde auf Basis einer etwa einen halben Meter hohen Ton-Skulptur eines Mannes, der sich mit beiden Händen gegen eine Stange stützt, gebaut. Diese war im Rahmen einer Übung entstanden, in der die Effekte der Gewichtsverteilung eines Werkes untersucht werden sollten. Der untere Teil der Stange wurde entfernt, an die Oberseite wurde eine Flamme angebracht und die Skulptur wurde in eine aufrechte Position gebracht. Dann wurde das Gesicht des Mannes in das einer Frau geändert und die Proportionen und Maße auf den Schaumstoff übertragen, der fertig geschnitzt der Statue ihr letztliches Aussehen verleihen würde.

Wera Muchinas Arbeiter und Kolchosbäuerin beeinflusste die Erbauer der Göttin der Demokratie

Trotz gewisser Ähnlichkeiten mit der Freiheitsstatue merkte Tsao Tsing-yuan, einer der Erbauer der „Göttin der Demokratie“, an, dass die Studenten sich bewusst gegen eine Kopie der Freiheitsstatue entschieden hatten, da diese zu unoriginell und zu offen pro-amerikanisch gewesen wäre. Stattdessen hält er den Einfluss der Werke der russischen Bildhauerin Wera Muchina fest. Ihr berühmtes Werk Arbeiter und Kolchosbäuerin war insbesondere für den Kopf und die Gesichtszüge von großer Bedeutung.
Als es soweit war, die Teile der Statue zum Platz des Himmlischen Friedens zu bringen, ließ das chinesische Ministerium für Staatssicherheit verkünden, dass Lastwagenfahrer, die den Studenten hülfen, ihre Lizenz verlieren würden, woraufhin die Studenten die Teile ohne Lastwagen selbst zum Platz beförderten. Sie hatten zudem eine falsche Route nach außen dringen lassen, um sich die Staatsorgane vom Leibe zu halten. Studenten anderer Akademien, die beim Bau geholfen hatten, umringten händehaltend die Wagen entlang des Weges, für den Fall, dass Polizei oder Militär auftauchen würde.
Am Abend des 29. Mai, mit weniger als zehntausend am Platz verbliebenen Demonstranten, fingen die Kunststudenten an, ein Gerüst aus Bambus aufzubauen und die Statue dort zu errichten. Truppen, die die Errichtung der Statue unterbinden sollten, wurden auf dem Weg von Beijinger Bürgern aufgehalten. Im Morgengrauen des 30. Mai war die Statue vollständig aufgebaut und stand nun exakt auf der Achse zwischen dem Denkmal für die Helden des Volkes und dem Tor des Himmlischen Friedens, an welchem das Große Bild von Mao Zedong hängt, sodass sich die Göttin der Demokratie und der ehemalige Parteivorsitzende und Staatspräsident Chinas jetzt exakt gegenüberstanden und einander anschauten. Zur offiziellen Enthüllung am 30. Mai 1989 brach die Menge in Jubel aus und skandierte Slogans wie „Lang lebe die Demokratie“. Die Statue konnte den Willen der Studenten, den Platz zu besetzen, neu entfachen und die Zahl der Menschen auf dem Platz stieg innerhalb eines Tages von zuvor nur rund 10.000 auf nun 300.000 Demonstranten.

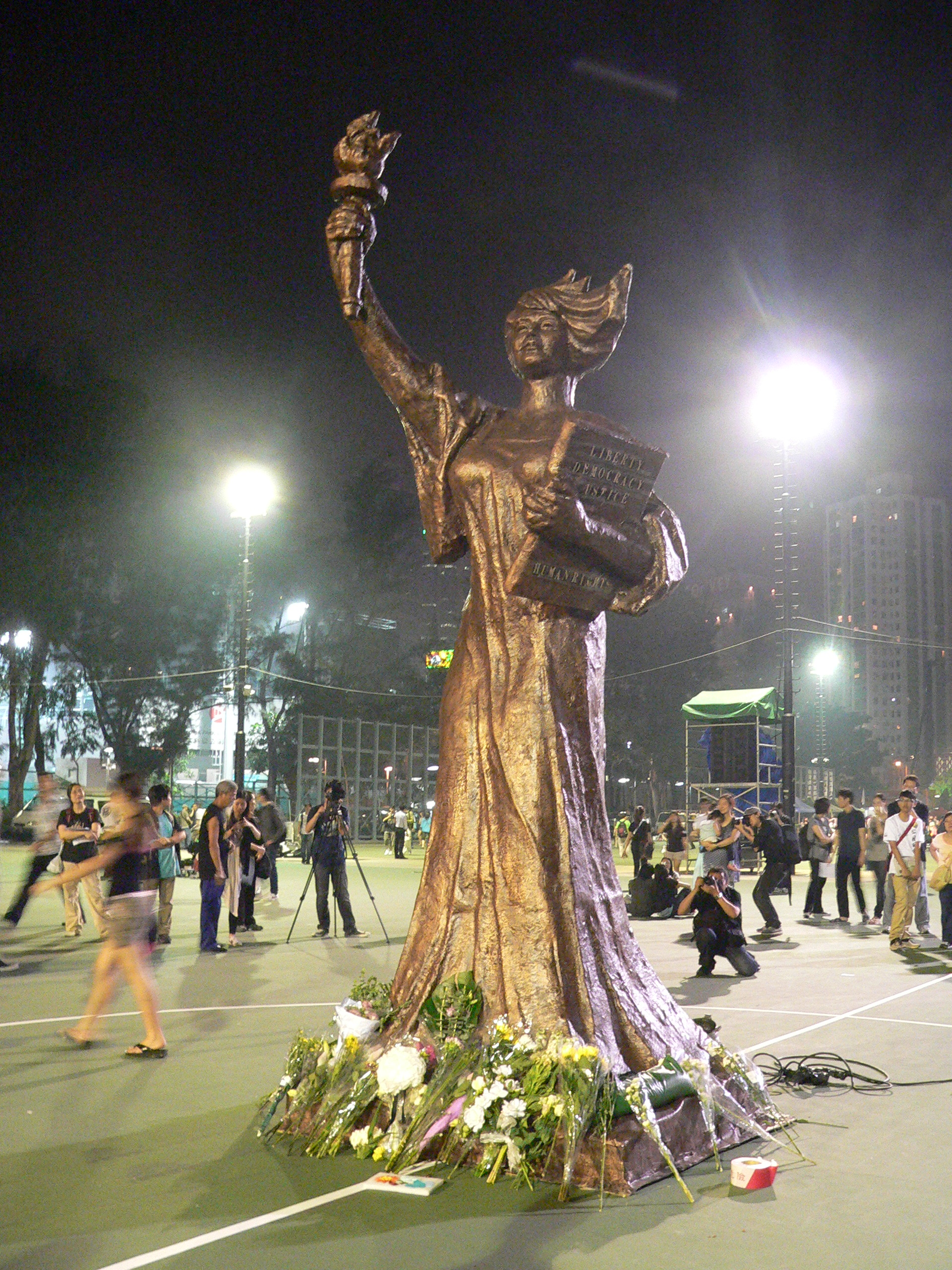
Ungefähre Nachbildung der Göttin der Demokratie zur Gedenkfeier am 4. Juni 2010 im Victoria Park, Hongkong

## Verlautbarung der Erbauer
Die Kunststudenten, die die Statue gebaut hatten, verfassten folgende, hier gekürzte, Erklärung:

„In diesem düsteren Moment ist es für uns am Wichtigsten, ruhig und vereint auf ein Ziel zu bleiben. Wir brauchen eine starke, bindende Kraft, um unsere Entschlossenheit zu stärken: Dies ist die Göttin der Demokratie. Demokratie … Du bist das Symbol jedes Studenten auf dem Platz, das der Herzen von Millionen von Menschen. … Heute steht hier auf dem Volksplatz die Göttin und verkündet der ganzen Welt: Ein Bewusstsein für Demokratie ist erwacht unter dem chinesischen Volk! Eine neue Ära hat begonnen! … Die Statue der Göttin der Demokratie ist aus Putz gemacht und wird hier natürlich nicht für immer stehen können. Aber als Symbol der Herzen der Menschen ist sie heilig und unberührbar. Mögen jene, die sie beschmutzen wollen, gewarnt sein: Die Menschen werden dies nicht zulassen! … An dem Tage, an dem echte Demokratie und Freiheit nach China kommen, müssen wir eine weitere Göttin der Demokratie hier auf dem Platz errichten, monumental, hoch aufragend und permanent. Wir haben den starken Glauben, dass dieser Tag schließlich kommen wird. Wir haben noch eine weitere Hoffnung: Chinesisches Volk, erhebe dich! Errichtet die Statue der Göttin der Demokratie in euren Millionen von Herzen! Lang lebe das Volk! Lang lebe die Freiheit! Lang lebe die Demokratie!“

Die gesamte Verlautbarung wurde auf einem langen Banner nahe der Statue platziert und von einer Studentin der Rundfunk-Akademie laut verlesen.

## Zerstörung der Statue
Nach nur fünf Tagen wurde die Statue von Soldaten der Volksbefreiungsarmee während des gewaltsamen Vorgehens gegen die Demonstranten auf dem Tiananmen-Platz zerstört. Millionen Menschen weltweit sahen das Umstürzen der Statue am Fernsehschirm mit an. Von einem Panzer angefahren, fiel sie nach vorn rechts über, begleitet von wütenden Rufen der Protestierenden.

## Repliken
Nach dem Massaker auf dem Tiananmen-Platz ist die originale Statue zu einem Symbol für Freiheit und Demokratie geworden. Es ist seitdem eine Reihe von Nachbildungen in aller Welt entstanden, um an die Geschehnisse von 1989 zu erinnern. Folgend eine Auswahl:
- Im Victoria Park in Hongkong wurde am 4. Juni 1996 während einer Mahnwache, an der zehntausende Menschen teilnahmen, eine Nachbildung der Statue errichtet.
- Noch im Jahr 1989 begannen Arbeiten an einer Bronzeskulptur durch eine Gruppe Freiwilliger unter Leitung von Thomas Marsh. Sie wurde 1994 eingeweiht, wiegt rund 270 kg und steht am Portsmouth Square in San Franciscos Chinatown.
- Eine weitere Statue nach dem Vorbild vom Tiananmen-Platz steht an der University of British Columbia.
- Eine vergoldete Replik findet sich im Foyer des 'Student Centre' an der York University in Toronto, Kanada.
- Der jährlich vom National Endowment for Democracy vergebene „Democracy Award“ sowie der Václav-Havel-Preis für kreativen Dissens sind mit einer verkleinerten Replik der originalen Statue dotiert.
- Zwei Nachbildungen wurden im Jahr 2010 in Hongkong für die Proteste zum Jahrestag am 4. Juni gebaut, wurden jedoch von der Polizei konfisziert, nachdem sie auf dem Hongkonger Times Square ausgestellt worden waren. Auf Grund des öffentlichen Drucks wurden die Statuen schließlich zurückgegeben und konnten doch noch auf der Gedenkfeier im Victoria Park gezeigt werden.
- Eine drei Meter große Bronze-Replik der „Göttin der Demokratie“ wurde am 12. Juni 2007 als zentrales Element des Denkmals für die Opfer des Kommunismus in Washington, D.C. eingeweiht.